# Arizona State Sun Devils
Arizona State Sun Devils (español: Diablos del sol del estado de Arizona) es el equipo deportivo de la Universidad Estatal de Arizona, situada en Tempe, Arizona. Los equipos de los Sun Devils participan en las competiciones universitarias organizadas por la NCAA, y forma parte de la Big 12 Conference.

## Equipos
Los Sun Devils tienen 23 equipos oficiales, 10 masculinos y 13 femeninos:
| - Masculino - Atletismo - Atletismo cubierta - Baloncesto - Béisbol - Cross - Golf - Fútbol americano - Hockey sobre hielo - Lucha - Tenis | - Femenino - Atletismo - Atletismo cubierta - Baloncesto - Cross - Gimnasia - Golf - Fútbol - Natación y saltos - Sóftbol - Tenis - Voleibol - Voleibol de playa - Waterpolo |

### Campeonatos de la NCAA
Los Sun Devils han ganado un total de 129 títulos nacionales en diferentes especialidades deportivas dentro de las competiciones de la NCAA:
- Tiro con arco, 56 títulos (15 masculinos, 21 femeninos y 20 mixtos)
- Bádminton, 40 títulos (13 masculinos, 17 femeninos y 10 mixtos)
- Golf, 15 títulos (2 masculinos y 13 femeninos)
- Natación femenina, 7 títulos
- Béisbol, 5 títulos
- Tenis femenino, 3 títulos
- softball, 2 títulos
- Gimnasia artística, 1 título
- Atletismo, 1 título
- Lucha libre, 1 título

Además, el equipo de baloncesto ha participado en 12 ocasiones en la fase final de la NCAA, y el de fútbol americano ganó la Rose Bowl en 1987.

## Deportes

### Fútbol americano

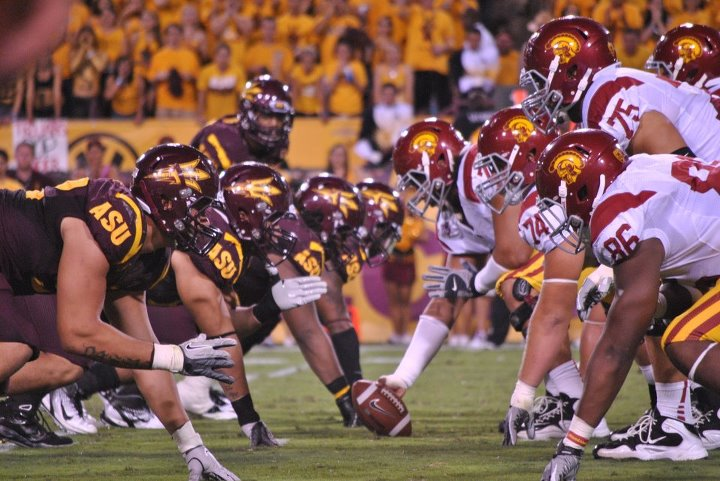
El equipo de fútbol americano, en 2011.

Los Sun Devils compiten en la Football Bowl Subdivision (FBS) de la NCAA, dentro de la Big 12 Conference. Arizona State tiene equipo de fútbol americano desde 1897, disputa sus encuentros en el Sun Devil Stadium y ha ganado 17 títulos de conferencia.
Entre los jugadores destacados se encuentran: Terrell Suggs, Jim Jeffcoat, Mike Pagel, Jake Plummer, Todd Heap, J.R. Redmond, Danny White, Randall McDaniel, David Fulcher, Darren Woodson, Pat Tillman, Eric Allen, Zach Miller, Shaun McDonald, John Jefferson, Paul Justin, Jimmy Verdon, Mike Haynes, Al Harris, Vontaze Burfict, Ryan Torain, Brock Osweiler, Jaelen Strong, y N'Keal Harry.

### Baloncesto
A pesar de no haber logrado ningún campeonato NCAA, los Sun Devils han ganado 8 títulos de baloncesto de la conferencia Pac-12, y han contado con un gran número de jugadores que luego han pasado por la NBA.
Estos son los números retirados por la universidad de Arizona State, en su pabellón, el Desert Financial Arena, y que no pueden ser usados por ningún otro jugador de la universidad.
| Número | Jugador        | Años      |
| ------ | -------------- | --------- |
| 5      | Eddie House    | 1996–2000 |
| 11     | Byron Scott    | 1979–1983 |
| 12     | Fat Lever      | 1978–1982 |
| 13     | James Harden   | 2007–2009 |
| 32     | Joe Caldwell   | 1961–1964 |
| 33     | Lionel Hollins | 1973–1975 |
| 53     | Alton Lister   | 1978–1981 |

## Apodo y mascota
El origen del apodo Sun Devils data de 1946. Proviene de un artículo publicado por un periodista de la época que acabó su artículo con la frase "Llamémosles los diablos del sol". Antes habían sido conocidos como los Bulldogs o los Owls (búhos). La mascota, Sparky, está diseñada por un ilustrador de la compañía Disney.